# Дониоль-Валькроз, Жак
Жак Раймо́н Донио́ль-Валькро́з (фр. Jacques Raymond Doniol-Valcroze; 15 марта 1920, Париж, Франция — 6 октября 1989, Канны, Франция) — французский актёр, сценарист и режиссёр.

## Биография
Был кинокритиком в ряде изданий: «Cinémonde», «La Revue du cinéma», «Observateur». В 1951 году совместно с Андре Базеном, Эриком Ромером и Жозефом-Мари Ло Дюка создал журнал Cahiers du cinéma, став одним из главных редакторов этого издания. В 1956 году дебютировал как режиссёр («Здравствуйте, господин Лабрюйер»). Снимался у таких режиссёров, как Пьер Каст, Жак Риветт, Ален Роб-Грийе, Клод Лелуш, Шанталь Акерман, Франсуа Летерье, Франсис Жиро и других.
Член жюри 16-го Венецианского кинофестиваля, 14-го Берлинского международного кинофестиваля, 8-го Каннского кинофестиваля и 29-го Венецианского кинофестиваля.
Был женат на актрисе Франсуазе Брион.
Умер от разрыва аневризмы.

## Личная жизнь
Был женат на актрисе Франсуазе Брион (род. 1933). Их дети связали свою жизнь с кинематографом. Сын Симон (фр. Simon Doniol-Valcroze, род. 1968) стал актёром, а дочь Диана (фр. Diane Doniol-Valcroze) — режиссёр и сценарист.

## Избранная фильмография

### Актёр
- 1956 — Шах и мат / Le coup du berger — Жан (к/м)
- 1960 — Прекрасный возраст / Le bel âge — Жак
- 1962 — Сатана там правит бал / Et Satan conduit le bal — Эрик
- 1963 — Бессмертная / L’immortelle — Н, мужчина
- 1963 — Португальские каникулы / Vacances portugaises — Жак
- 1967 — Битник и пижон / Le beatnik et le minet (к/м)
- 1968 — Люблю тебя, люблю / Je t’aime je t’aime — Le responsable d'édition
- 1970 — Негодяй / Le voyou — банкир
- 1971 — Любовь — это весело, любовь — это грустно / L’amour c’est gai, l’amour c’est triste — клиент
- 1971 — Out 1: Не прикасайся ко мне / Out 1, noli me tangere — Этьен
- 1972 — Бежит, бежит предместье / Elle court, elle court la banlieue — Le premier dentiste
- 1973 — Один напряжённый день / Une journée bien remplie ou Neuf meurtres insolites dans une m… — актёр, играющий Гамлета
- 1974 — Игра с огём / Le jeu avec le feu — Le commissaire Laurent
- 1975 — Жанна Дильман, набережная Коммерции 23, Брюссель 1080 / Jeanne Dielman, 23, quai du Commerce, 1080 Bruxelles — второй клиент
- 1976 — / L’apprenti salaud — L’adjoint au maire Forelon
- 1977 — Прощай, Эммануэль / Goodbye Emmanuelle — Мишель Кордье
- 1979 — Уловка / La dérobade
- 1980 — Солнце в лицо / Le soleil en face — Un invité du débat télé
- 1980 — Я хочу перерыва!!! / Je vais craquer!!! — Maxence, le critique littéraire
- 1984 — Такова моя воля / Le bon plaisir — юрист
- 1989 — / Nick chasseur de têtes — Le commissaire Dalcroze (мини-сериал)
- 1989 — / Une saison de feuilles — Эрик Рестофф (ТВ)

### Сценарист
- 1955 — Вы видели? / Vous pigez? (по роману Питера Чейни)
- 1955 — Лица Парижа / Visages de Paris (к/м)
- 1958 — Утомлённые / Les surmenés (к/м)
- 1960 — Слюнки текут / L’eau à la bouche
- 1960 — Прекрасный возраст / Le bel âge (по роману Альберто Моравиа)
- 1961 — С бьющимся сердцем / Le coeur battant
- 1962 — Донос / La dénonciation
- 1963 — Португальские каникулы / Vacances portugaises
- 1964 — / L’enlèvement d’Antoine Bigut (ТВ)
- 1967 — Насилие / Le viol
- 1971 — Человек с пересаженным мозгом / L’homme au cerveau greffé
- 1974 — Роковая женщина / Une femme fatale
- 1982 — / Lorelei (ТВ, по роману Мориса Женевуа)
- 1982 — Венеция зимой / Venise en hiver (ТВ)
- 1989 — Переселение / Seobe (по роману Милоша Црнянского)
- 1989 — / Nick chasseur de têtes (мини-сериал)

### Режиссёр
- 1956 — Здравствуйте, господин Лабрюйер / Bonjour, Monsieur La Bruyère (к/м)
- 1958 — Утомлённые / Les surmenés (к/м)
- 1960 — Слюнки текут / L’eau à la bouche
- 1961 — С бьющимся сердцем / Le coeur battant
- 1962 — Донос / La dénonciation
- 1962 — / P.X.O. (к/м)
- 1964 — / L’enlèvement d’Antoine Bigut (ТВ)
- 1967 — Горячо любимый / La bien-aimée (ТВ)
- 1967 — Насилие / Le viol
- 1970 — Дом семейства Бори / La maison des Bories
- 1971 — Человек с пересаженным мозгом / L’homme au cerveau greffé
- 1974 — Роковая женщина / Une femme fatale
- 1982 — / Lorelei (ТВ)
- 1982 — Венеция зимой / Venise en hiver (ТВ)
- 1989 — / La vie en couleurs (ТВ)
- 1989 — / Nick chasseur de têtes (мини-сериал)

### Художник
- 1974 — Путешествие Амели / Le voyage d’Amélie